# Šumski kompleks Kaeng Krachan
Šumski kompleks Kaeng Krachan (tajlandski: กลุ่มป่าแก่งกระจาน) je naziv UNESCO-ve svjetske baštine u zapadnom Tajlandu, na granici s Prirodnim rezervatom Tanintharyi u Mjanmaru. Obuhvaća područja nacionalnih parkova Kaeng Krachan, Kui Buri i Chaloem Phrakiat Thai Prachan, te utočište za divlje životinje Mae Nam Phachi u pokrajinama Ratchaburi, Phetchaburi i Prachuap Khiri Khan. 
Lokalitet je upisan na UNESCO-ov popis mjesta svjetske baštine u Aziji i Oceaniji 2021. god. tijekom proširene 44. sjednice Odbora za svjetsku baštinu. Ova je odluka donesena unatoč kontroverzama oko dugogodišnje vladine kampanje prisilnog raseljavanja autohtonog naroda S'gaw Karen iz Bang Kloija, njihovog sela u nacionalnom parku Kaeng Krachan, što je uključivalo i ubojstvo aktivista Porlajea Billyja Rakchongcharoena 2014. godine. Nekoliko dana prije uvrštenja, panel posebnih izvjestitelja Vijeća Ujedinjenih naroda za ljudska prava pozvao je Odbor za svjetsku baštinu da odgodi nominaciju zbog kontinuiranih kršenja prava, ali je odobrena uz podršku Kine i Rusije, između ostalih.

## Odlike
Lokalitet se nalazi na tajlandskoj strani planinskog lanca Tenasserim, koji je dio sjeverno-južnog granitnog i vapnenačkog planinskog grebena koji se proteže niz Malajski poluotok. Smješten na sjecištu himalajskog, indokinskog i sumatranskog faunističkog i biljnog carstva, lokalitet se može pohvaliti bogatom biološkom raznolikošću. Područje je pretežno prekriveno poluzimzelenim i suhim zimzelenim šumama, s nešto miješanih listopadnih šuma, planinskih šuma i listopadnih dipterokarpnih šuma. Na području je zabilježen niz endemskih i globalno ugroženih biljnih vrsta, koje se preklapaju s dva važna ornitološka područja (IBA) i poznato je po bogatoj raznolikosti ptičjeg svijeta, uključujući osam globalno ugroženih vrsta. Imanje je dom kritično ugroženom sijamskom krokodilu (Crocodylus siamensis), ugroženom azijskom divljem psu (Cuon alpinus), bantengu (Bos javanicus), azijskom slonu (Elephas maximus), žutoj/izduženoj kornjači (Indotestudo elongata) i ugroženoj azijskoj divovskoj kornjači (Manouria emys), kao i nekoliko drugih ranjivih vrsta ptica i sisavaca. Zanimljivo je da je dom i osam vrsta mačaka: ugroženom tigru (Panthera tigris) i ribarskoj mački (Prionailurus viverrinus), gotovo ugroženom leopardu (Panthera pardus) i azijskoj zlatnoj mački (Pardofelis temminckii), ranjivom oblačastom leopardu (Neofelis nebulosa) i mramornoj mački (Pardofelis marmorata), kao i divljoj mački (Felis chaus) i leopard mački (Prionailurus bengalensis).
- Martes flavigula, Žutogrla kuna
- Trachypithecus obscurus, Runolisni langur
- Arachnothera magna medosas
- Pycnonotus flavescens bulbul
- Halcyon coromanda vodomar

## Vanjske poveznice
|  | Zajednički poslužitelj ima još gradiva o temi Šumski kompleks Kaeng Krachan |

- NP Kaeng Krachan, službene stranice (engl.) Posjećeno 22. lipnja 2025.
- Wildlife, attractions and maps of Kaeng Krachan National Park (engl.) 22. lipnja 2025.